# Roberto Rodríguez
Roberto Rodríguez Araya (Zurigo, 28 luglio 1990) è un calciatore svizzero, attaccante del Kosova Zurigo.

## Biografia
Figlio di genitori cileni, è fratello di Ricardo e Francisco, anch'essi calciatori.

## Caratteristiche tecniche
Veloce e abile nei dribbling, gioca come ala destra ma può operare anche sulla fascia sinistra e sulla trequarti.

## Carriera

### Club
Dopo le esperienze al Wil e al Bellinzona, approda al San Gallo nella massima serie svizzera, con cui disputa le partite della fase a gironi dell'Europa League nella stagione 2013-2014 segnando anche un gol.
Nell'estate 2015 si trasferisce al Novara ed esordisce in Serie B alla prima giornata contro il Latina, partendo dalla panchina.

### Nazionale
Gioca due partite con l'Under-20 svizzera nel 2010.

## Palmarès

### Club

#### Competizioni nazionali
- Coppa Svizzera: 1

Zurigo: 2017-2018